# James Scott (1er duc de Monmouth)
Pour les articles homonymes, voir James Scott, Scott et Monmouth.
James Crofts ou James Fitzroy (Jacques le Bâtard), qui prit le nom de James Scott après son mariage, né le 9 avril 1649 et mort le 15 juillet 1685, 1er duc de Monmouth, 1er duc de Buccleuch, est un fils illégitime de Charles II d'Angleterre et de sa maîtresse, Lucy Walter, qui avait suivi le prince en exil sur le continent pendant la dictature de Cromwell. Se déclarant prétendant au trône à la mort de son père en 1685, il chercha à détrôner son oncle Jacques Stuart. Il est exécuté le 15 juillet 1685 après l'échec de la Rébellion de Monmouth.

## Biographie

### Jeunesse
Il naît à Rotterdam, le 9 avril 1649, aîné des 14 enfants illégitimes du futur Charles II. Son père, Charles Stuart, âgé de 19 ans, est alors prince de Galles réfugié en Hollande, où l'a rejoint sa maîtresse, Lucy Walter.
Peu après la restauration de la monarchie en 1660 James vient en Angleterre. En 1663, il a 14 ans, il est fait Duc de Monmouth, Comte de Doncaster, Baron Scott de Tynedale, trois titres du Peerage of England et Duc de Buccleuch, titre de la Pairie d'Écosse créé le 20 avril 1663 à l'occasion de son mariage avec Anne Scott, qui était quatrième comtesse de Buccleuch. Appelé jusqu'alors James Crofts, car William Crofts, premier Baron Crofts, l'avait élevé, le faisant passer pour son neveu, il prend alors le nom de son épouse.
En 1665, il participe à la guerre contre les Pays-Bas sous les ordres de son oncle le duc d'York. En 1669, il est fait colonel de la King's Life Guard (en) (Garde royale, créée en 1660). En 1670, la mort de George Monck fit de lui, à 21 ans, le plus jeune officier supérieur. Il participe à la troisième guerre anglo-néerlandaise en 1672, à la tête de 6 000 soldats anglais combattant aux côtés des Français. Il participe avec panache au siège de Maastricht.
De 1674 à 1682, il est président de l'Université de Cambridge.
En 1678, il commande un corps anglo-hollandais, les Anglais étant alliés des Provinces-Unies dans la coalition menée contre la France par Guillaume d'Orange et participe à la bataille de Saint-Denis. L'année suivante, il vainc les Covenantaires à la bataille de Bothwell Bridge, le 22 juin.

### Échec duPrétendant

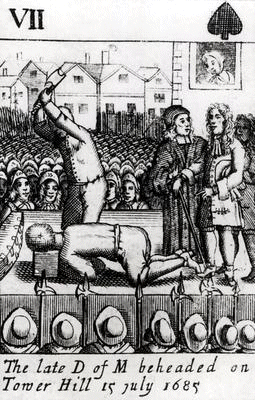
Exécution de Monmouth

Depuis plusieurs années, le duc de Monmouth est populaire parce que protestant, et, quoique illégitime, il est pressenti pour succéder à son père (qui n'a pas d'enfant de son épouse Catherine de Bragance) en lieu et place du catholique duc d'York (futur Jacques II d'Angleterre). Plusieurs parlementaires tentent même d'imposer ce choix lors de la crise de l'Exclusion Bill, en 1679, mais en vain.
Impliqué dans le Complot de Rye-House en 1683, il est obligé de s'exiler.
À la mort de Charles II en 1685, le duc engage la rébellion dite « de Monmouth » pour s'imposer sur le trône. Débarquant à Lyme Regis, il essaie de soulever le Dorset et le Somerset, mais est battu par les troupes royales menées par le duc de Malborough à la bataille de Sedgemoor le 6 juillet 1685. L'échec de la conspiration entraîne son exécution. Condamné pour crime de haute-trahison, il est décapité le 15 juillet 1685 à Tower Hill par Jack Ketch. Cette exécution fut aussi atroce que celle de Marie Stuart :

« Au premier coup, le bourreau ne fit au duc qu'une blessure, Monmouth se débattit, leva la tête et regarda John Ketch avec reproche. Ce dernier le frappa trois coups successivement, sans que la tête fût séparée du corps qui s'agitait convulsivement. Dans la foule massée sur Towerhill, des hurlements s'élevèrent. Ketch jura et jeta la hache, « Le cœur me manque » dit-il, le shérif lui hurla de reprendre la hache. Il reprit donc l'arme et deux coups furent nécessaires ainsi que son couteau pour séparer la tête du corps[réf. souhaitée]. »

## Descendance
Il a épousé le 20 avril 1663 à Londres une riche héritière écossaise Anne Scott, comtesse de Buccleuch (1651-1731 ; fille de Francis Scott 2e comte de Buccleuch, 1626-1651) qui lui donne huit enfants :
- Charles Scott, comte de Doncaster (1672-1673).
- James Scott, comte de Dalkeith (1674- 1705).
- Anne Scott (1675-1685).
- Le Major-général Henry Scott (1er comte de Deloraine) (1676-1730).
- Francis Scott (1678-1679).
- Isabella Scott (morte le 18 février 1748)
- Charlotte Scott (1683-1683).
- Richard Scott, comte de Winserton (mort le 14 août 1739)

Comme elle est élevée au rang de duchesse de Buccleuch en même temps que lui, elle conserve le duché après son exécution. Elle se remarie en 1688 avec Sir Charles Cornwallis 3e baron de Cornwallis and Eye (1655-1693) dont elle a une fille, Isabella.
De Eleanor Needham (1666-?), sa maîtresse, James Scott a trois enfants naturels :
- James Crofts.
- Isabelle Crofts.
- Henrietta Crofts (1682-1729).

En 1680, il entame une liaison avec Henrietta Wentworth, 6e baronne Wentworth, qu'il considéra comme son épouse devant Dieu jusqu'à sa mort. 

## Sources
- G.E. Cokayne ; rédacteurs : Vicary Gibbs, H.A. Doubleday, Geoffrey H. White, Duncan Warrand et Lord Howard de Walden, The Complete Peerage of England, Scotland, Ireland, Great Britain and the United Kingdom, Extant, Extinct or Dormant, nouvelle édition, 13 volumes in 14 (1910-1959; réimprimé en 6 volumes, Gloucester, Royaume-Uni, éditions Alan Sutton, 2000), volume II, page 366. Cité ci-dessous comme The Complete Peerage. * Charles Mosley, Burke's Peerage, Baronetage & Knightage, 107e édition, 3 volumes (Wilmington, Delaware, U.S.A.: Burke's Peerage (Genealogical Books) Ltd, 2003), volume 1, page 561.
- Alison Weir, Britain's Royal Family: A Complete Genealogy (Londres, Royaume-Uni, : The Bodley Head, 1999), page 256.
- Cokayne et autres, The Complete Peerage, volume II, page 367.
- Cokayne The Complete Peerage, volume II, page 212.